# Острова Пахтусова (Приморский край)
Острова Пахтусова — небольшая группа островов в Амурском заливе Японского моря, в 1,32 км к северо-западу от острова Рикорда. Названы в 1862 г. экспедицией подполковника КФШ В. М. Бабкина по фамилии исследователя Северного Ледовитого океана П. К. Пахтусова.

## География
Острова вытянуты с юго-запада на северо-восток на 1,7 км. Проливы между островами от 240 до 350 м, мелководны, в проливах имеются скалы и осыхающие камни. Архипелаг состоит из трёх безымянных островов и четырёх групп скал. Самый северный и мелкий остров, с неофициальным названием Колючка, покрыт кустарником морского шиповника. Средний остров покрыт широколиственным лесом. На самом крупном острове имеется широколиственный лес, кустарниковые заросли и небольшой участок с луговой растительностью вблизи перешейка. На его побережье имеется несколько валунных и галечниковых пляжей, а также песчаный пляж на восточном берегу. Общая протяжённость береговой линии островов — 3,15 км. Высшая точка расположена на крупнейшем острове, её высота составляет 41,9 м.
На южном берегу крупнейшего острова расположена удобная бухта для якорной стоянки маломерных судов. В вершине бухты имеется родник. Другой источник пресной воды расположен на северном побережье острова. Вода в нём подводится по трубке из плавникового бамбука..

## История
Согласно постановлению Совета народных комиссаров от 11 июля 1929 г., Объединенному главному политическому управлению было предложено организовать новые исправительно-трудовые лагеря в отдаленных районах в целях колонизации этих районов и эксплуатации их природных богатств путём применения труда заключенных. Один из «рыбных лагерей» Дальлага располагался на о-вах Пахтусова. Лагерь заключённых был разбит на две части: женскую и мужскую половину. Общение между ними строго наказывалось.. С тех времён на песчаном пляже большого острова остались остатки засолочного чана.
В настоящее время, благодаря наличию пляжей, источникам пресной воды и удобной якорной стоянке, архипелаг популярен как место отдыха.